# خوان سرویان
خوان سرویان (انگلیسی: Juan Cervián؛ زادهٔ ۱۳ نوامبر ۱۹۷۵) بازیکن فوتبال اهل اسپانیا است.
از باشگاه‌هایی که در آن بازی کرده‌است می‌توان به باشگاه فوتبال سابادل، باشگاه فوتبال گرانادا، و باشگاه فوتبال آلمریا اشاره کرد.